# Coppa del Mondo juniores di slittino 2016
La Coppa del Mondo juniores di slittino 2015/16, ventitreesima edizione della manifestazione organizzata dalla Federazione Internazionale Slittino, è iniziata il 19 novembre 2015 a Lillehammer, in Norvegia e si è conclusa il 23 gennaio 2016 a Oberhof, in Germania. Si sono disputate ventitré gare: sei nel singolo uomini, nel singolo donne e nel doppio e cinque nella gara a squadre in sei differenti località. La tappa di Altenberg ha assegnato anche il titolo europeo juniores
L'appuntamento clou della stagione sono stati i campionati mondiali juniores 2016 disputatisi sulla pista di Winterberg, in Germania, e contestualmente a essi venne assegnato anche il titolo pacifico-americano di categoria. La competizione non era valida ai fini della Coppa del Mondo.

## Risultati

### Singolo uomini
| Data             | Località             | Nazione  | Primo classificato         | Secondo classificato       | Terzo classificato         |
| ---------------- | -------------------- | -------- | -------------------------- | -------------------------- | -------------------------- |
| 20 novembre 2015 | Lillehammer          | Norvegia | Markus Hummer Germania     | Kristers Aparjods Lettonia | Jonas Müller Austria       |
| 28 novembre 2015 | Sigulda              | Lettonia | Danil Lebedev Russia       | Jonas Müller Austria       | Max Langenhan Germania     |
| 5 dicembre 2015  | Schönau am Königssee | Germania | Theo Gruber Italia         | Kristers Aparjods Lettonia | Markus Hummer Germania     |
| 12 dicembre 2015 | Igls                 | Austria  | Kristers Aparjods Lettonia | Jonas Müller Austria       | Theo Gruber Italia         |
| 16 gennaio 2016  | Altenberg            | Germania | Jonas Müller Austria       | Nico Gleirscher Austria    | Kristers Aparjods Lettonia |
| 23 gennaio 2016  | Oberhof              | Germania | Jonas Müller Austria       | Paul-Lukas Heider Germania | Nico Gleirscher Austria    |

### Singolo donne
| Data             | Località             | Nazione  | Prima classificato        | Seconda classificata      | Terza classificata        |
| ---------------- | -------------------- | -------- | ------------------------- | ------------------------- | ------------------------- |
| 20 novembre 2015 | Lillehammer          | Norvegia | Madeleine Egle Austria    | Alisa Dengler Germania    | Jessica Tiebel Germania   |
| 28 novembre 2015 | Sigulda              | Lettonia | Olesja Michajlenko Russia | Lilija Burmistrova Russia | Kendija Aparjode Lettonia |
| 5 dicembre 2015  | Schönau am Königssee | Germania | Jessica Tiebel Germania   | Alisa Dengler Germania    | Olesja Michajlenko Russia |
| 12 dicembre 2015 | Igls                 | Austria  | Jessica Tiebel Germania   | Madeleine Egle Austria    | Alisa Dengler Germania    |
| 16 gennaio 2016  | Altenberg            | Germania | Jessica Tiebel Germania   | Tina Müller Germania      | Olesja Michajlenko Russia |
| 23 gennaio 2016  | Oberhof              | Germania | Tina Müller Germania      | Alisa Dengler Germania    | Jessica Tiebel Germania   |

### Doppio
| Data             | Località             | Nazione  | Primo classificato                         | Secondo classificato                     | Terzo classificato                       |
| ---------------- | -------------------- | -------- | ------------------------------------------ | ---------------------------------------- | ---------------------------------------- |
| 19 novembre 2015 | Lillehammer          | Norvegia | Evgenij Evdokimov Aleksej Grošev Russia    | Hannes Orlamünder Paul Gubitz Germania   | Florian Schmid Fabian Strickner Austria  |
| 28 novembre 2015 | Sigulda              | Lettonia | Grigorij Voloskov Michail Dement'ev Russia | Evgenij Evdokimov Aleksej Grošev Russia  | Florian Schmid Fabian Strickner Austria  |
| 5 dicembre 2015  | Schönau am Königssee | Germania | Evgenij Evdokimov Aleksej Grošev Russia    | Florian Löffler Manuel Stiebing Germania | Florian Schmid Fabian Strickner Austria  |
| 12 dicembre 2015 | Igls                 | Austria  | Evgenij Evdokimov Aleksej Grošev Russia    | David Trojer Philip Knoll Austria        | Florian Löffler Manuel Stiebing Germania |
| 15 gennaio 2016  | Altenberg            | Germania | Florian Löffler Manuel Stiebing Germania   | David Trojer Philip Knoll Austria        | Hannes Orlamünder Paul Gubitz Germania   |
| 22 gennaio 2016  | Oberhof              | Germania | Florian Löffler Manuel Stiebing Germania   | Evgenij Evdokimov Aleksej Grošev Russia  | Hannes Orlamünder Paul Gubitz Germania   |

### Gara a squadre
| Data             | Località             | Nazione  | Prima classificata                                                          | Seconda classificata                                                          | Terza classificata                                                           |
| ---------------- | -------------------- | -------- | --------------------------------------------------------------------------- | ----------------------------------------------------------------------------- | ---------------------------------------------------------------------------- |
| 20 novembre 2015 | Lillehammer          | Norvegia | Italia Marion Oberhofer Fabian Malleier Felix Schwarz / Lukas Gufler        | Slovacchia Katarína Šimoňáková Michal Lopanič Tomáš Vaverčák / Matej Zmij     | Russia Tat'jana Cvetova Evgenij Petrov Andrej Šander / Semën Mikov           |
| 5 dicembre 2015  | Schönau am Königssee | Germania | Germania Jessica Tiebel Markus Hummer Florian Löffler / Manuel Stiebing     | Russia Olesja Michajlenko Dmitrij Chalilov Evgenij Evdokimov / Aleksej Grošev | Austria Madeleine Egle Lukas Schlierenzauer Florian Schmid / Peter Strickner |
| 12 dicembre 2015 | Igls                 | Austria  | Austria Madeleine Egle Jonas Müller David Trojer / Philip Knoll             | Russia Julija Naumova Dmitrij Chalilov Evgenij Evdokimov / Aleksej Grošev     | Germania Jessica Tiebel Maximilian Jung Florian Löffler / Manuel Stiebing    |
| 16 gennaio 2016  | Altenberg            | Germania | Germania Jessica Tiebel Paul-Lukas Heider Florian Löffler / Manuel Stiebing | Austria Madeleine Egle Jonas Müller David Trojer / Philip Knoll               | Russia Olesja Michajlenko Evgenij Petrov Evgenij Evdokimov / Aleksej Grošev  |
| 23 gennaio 2016  | Oberhof              | Germania | Germania Tina Müller Paul-Lukas Heider Florian Löffler / Manuel Stiebing    | Russia Lilija Burmistrova Dmitrij Chalilov Evgenij Evdokimov / Aleksej Grošev | Austria Hannah Prock Jonas Müller Florian Schmid / Peter Strickner           |

## Classifiche

### Singolo uomini
| Pos. | Nome              | Nazione  | LIL | SIG | KÖN | IGL | ALT | OBE | Totale |
| ---- | ----------------- | -------- | --- | --- | --- | --- | --- | --- | ------ |
| 1    | Jonas Müller      | Austria  | 3   | 2   | 14  | 2   | 1   | 1   | 468    |
| 2    | Kristers Aparjods | Lettonia | 2   | 4   | 2   | 1   | 3   | 6   | 450    |
| 3    | Markus Hummer     | Germania | 1   | 5   | 3   | 7   | 11  | 7   | 351    |
| 4    | Maximilian Jung   | Germania | 9   | 9   | 4   | 4   | 9   | 5   | 292    |
| 5    | Daniil Lebedev    | Russia   | 6   | 1   | 11  | 11  | 12  | 9   | 289    |

### Singolo donne
| Pos. | Nome               | Nazione  | LIL | SIG | KÖN | IGL | ALT | OBE | Totale |
| ---- | ------------------ | -------- | --- | --- | --- | --- | --- | --- | ------ |
| 1    | Jessica Tiebel     | Germania | 3   | 4   | 1   | 1   | 1   | 3   | 500    |
| 2    | Alisa Dengler      | Germania | 2   | 5   | 2   | 3   | 7   | 2   | 426    |
| 3    | Olesja Michajlenko | Russia   | -   | 1   | 3   | 5   | 3   | 9   | 334    |
| 4    | Natalie Maag       | Svizzera | 5   | 7   | 5   | 9   | 9   | 7   | 280    |
| 5    | Madeleine Egle     | Austria  | 1   | 14  | DNF | 2   | 4   | -   | 273    |

### Doppio
| Pos. | Nome                             | Nazione  | LIL | SIG | KÖN | IGL | ALT | OBE | Totale |
| ---- | -------------------------------- | -------- | --- | --- | --- | --- | --- | --- | ------ |
| 1    | Evgenij Evdokimov Aleksej Grošev | Russia   | 1   | 2   | 1   | 1   | 5   | 2   | 525    |
| 2    | Florian Löffler Manuel Stiebing  | Germania | -   | 4   | 2   | 3   | 1   | 1   | 415    |
| 3    | Florian Schmid Fabian Strickner  | Austria  | 3   | 3   | 3   | 7   | 6   | 7   | 352    |
| 4    | Nico Semmler Johannes Pfeiffer   | Germania | 4   | 6   | 4   | 4   | 4   | 4   | 350    |
| 5    | Hannes Orlamünder Paul Gubitz    | Germania | 2   | 8   | DNF | 8   | 3   | 3   | 309    |

### Gara a squadre
| Pos. | Nazione    | LIL | KÖN | IGL | ALT | OBE | Totale |
| ---- | ---------- | --- | --- | --- | --- | --- | ------ |
| 1    | Germania   | 2   | 1   | 3   | 1   | 1   | 455    |
| 2    | Russia     | 1   | 2   | 2   | 3   | 2   | 425    |
| 3    | Austria    | DNF | 3   | 1   | 2   | 3   | 325    |
| 4    | Slovacchia | -   | -   | 6   | 5   | 6   | 155    |
| 5    | Romania    | -   | -   | 4   | 6   | -   | 110    |